# 昌盛中國地產
昌盛中國地產有限公司（港交所：1863）是一間中國大陸地產公司，主要從事廣州的房地產業務。
昌盛中國地產曾打算於2008年1月於香港交易所上市，計劃集資額介乎8.3億至11.28億港元，但受當時市況影響，而延期上市。
2009年，昌盛中國地產分別把中華廣場出租給广东海印永业（集团）股份有限公司及把廣東中山市的地皮以6.4億元出售予中國奥園地產以獲得資金清還欠債。

## 外部參考
1. ↑  昌盛集團籌備赴港上市[永久]
2. ↑  昌盛中國押後上市[]
3. ↑  邹锡昌“收租还债”？广州中华广场一租14年 的存檔，存档日期2009-08-08.

- 新股 - 昌盛中國地產（1863.HK）
- 青心直說︰上市不成幾乎輸身家

## 外部連結
- 昌盛集团有限公司 （页面存档备份，存于）
- 昌盛中國地產招股文件